# Monolepta hongkongense
Monolepta hongkongense is een keversoort uit de familie bladkevers (Chrysomelidae). De wetenschappelijke naam van de soort werd in 1967 gepubliceerd door Kimoto.